# Mika (Musiker)

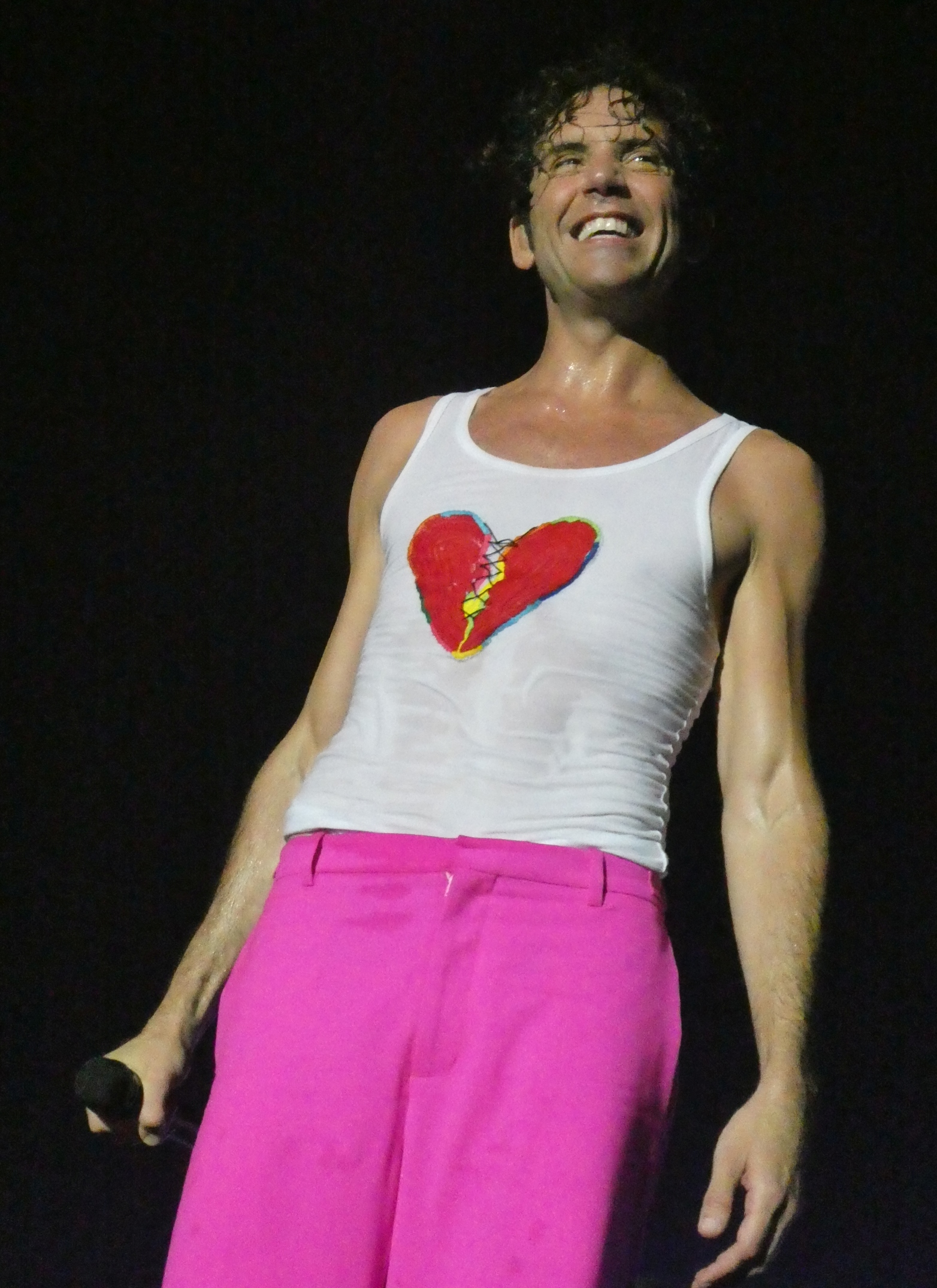
Mika, 2022

Mika [miːkə] (* 18. August 1983 als Michael Holbrook Penniman in Beirut) ist ein libanesisch-britischer Sänger, Komponist und Produzent. International bekannt wurde er mit den Titeln Relax, Take It Easy und Grace Kelly. Sein 2007 erschienenes Debütalbum Life in Cartoon Motion verkaufte sich rund 5,6 Millionen Mal. Die von ihm geschriebenen Songs sind von der Popmusik der 1970er und 1980er Jahre beeinflusst.

## Leben
Michael Holbrook Penniman wurde als drittes von fünf Kindern einer libanesischen Mutter und eines amerikanischen Vaters in Beirut geboren. Seine Familie floh 1984 vor dem Bürgerkrieg im Libanon zunächst nach Paris und dann nach London. Als Legastheniker hatte er Probleme in der Schule und wurde von seinen Klassenkameraden gehänselt, seine Mutter unterrichtete ihn deshalb ein Jahr lang zu Hause. In dieser Zeit begann er, sich für Musik zu interessieren.
Mit elf Jahren trat Mika auf der Bühne des Royal Opera House in der Richard-Strauss-Oper Die Frau ohne Schatten auf.  Mit 19 verließ er sein Elternhaus, um an der London School of Economics Geologie zu studieren. Er überlegte es sich jedoch bereits am Tag der Immatrikulation anders und meldete sich zwei Wochen später beim Royal College of Music an.
2006 hatte Mika mit der Single Relax, Take It Easy einen Achtungserfolg bei den britischen Sendern gelandet und gelangte europaweit in die Charts. Im Januar 2007 wurde er vom britischen Fernsehsender BBC zum aussichtsreichsten Musiker für das Jahr 2007 gewählt. Seine im selben Monat veröffentlichte Single Grace Kelly erreichte auf Anhieb Platz 1 der britischen Download-Charts und eine Woche später Platz 1 der Popcharts in Großbritannien. Ebenso erfolgreich war sein Debütalbum Life in Cartoon Motion, das ebenfalls auf Platz 1 der Charts einstieg. Mika steht bei Casablanca Records bzw. dem Mutterkonzern Universal Music unter Vertrag. Im Dezember 2007 erschien in Deutschland die vierte Singleauskopplung Happy Ending, im März 2008 als weitere Auskopplung Lollipop.
Im Frühjahr 2009 wurde seine Akustik-EP Songs for Sorrow veröffentlicht. Sein zweites Studioalbum The Boy Who Knew Too Much erschien im September desselben Jahres, zuvor hatte die Vorabsingle We Are Golden bereits die internationalen Charts erreicht. 2010 beteiligte sich Mika am Benefiz-Projekt Helping Haiti von Simon Cowell. Im Oktober 2012 veröffentlichte er sein drittes Studioalbum The Origin of Love. Die erste Singleauskopplung war Celebrate.
Mika war von 2013 bis 2015 Juror der italienischen Ausgabe von X Factor. Von 2014 bis 2019 saß er bei der französischen Version von The Voice in der Jury und gewann den Wettbewerb zweimal: 2014 als Coach von Kendji Girac und 2019 mit Whitney Marin. 2016 und 2017 moderierte er bei Rai 2 seine eigene Unterhaltungsshow Stasera Casa Mika. Im September 2017 wurde das Programm von der Europäischen Rundfunkunion in der Kategorie „Unterhaltung“ mit dem Preis „Rose d’Or“ ausgezeichnet.
Zusammen mit Laura Pausini und Alessandro Cattelan moderierte er den Eurovision Song Contest 2022 in Turin. Dort feierte auch seine einen Tag zuvor veröffentlichte Single Yo-Yo Premiere.
Mika ist seit 2009 mit dem Filmemacher Andreas Dermanis liiert.

## Auszeichnungen und Rezeption
Bei den World Music Awards 2007 erhielt Mika in den Kategorien „Best Selling British Artist“, „Best Selling New Artist“, „Best Selling Male Entertainer“ und „World’s Best Selling Pop-Rock Male Artist“ eine Auszeichnung. Im Februar 2008 wurde er sowohl mit einem Echo in der Kategorie „Newcomer international“ als auch mit einem BRIT Award als bester Newcomer ausgezeichnet. Im Januar war er bereits mit einem NRJ Music Award als bester internationaler Newcomer ausgezeichnet worden. 
2010 wurde er vom französischen Kulturminister Frédéric Mitterrand zum „Chevalier des Arts et des Lettres“ ernannt. Mikas Song Relax, Take It Easy wird seit vielen Jahren in der Fernseh- und Radiowerbung des Reiseunternehmen Alltours verwendet. 2018 erhielt er die Schlüssel der Stadt Florenz.

## Diskografie
Studioalben

| Jahr | Titel Musiklabel                                      | Höchstplatzierung, Gesamtwochen, AuszeichnungChartplatzierungen (Jahr, Titel, Musiklabel, Platzierungen, Wochen, Auszeichnungen, Anmerkungen) | Höchstplatzierung, Gesamtwochen, AuszeichnungChartplatzierungen (Jahr, Titel, Musiklabel, Platzierungen, Wochen, Auszeichnungen, Anmerkungen) | Höchstplatzierung, Gesamtwochen, AuszeichnungChartplatzierungen (Jahr, Titel, Musiklabel, Platzierungen, Wochen, Auszeichnungen, Anmerkungen) | Höchstplatzierung, Gesamtwochen, AuszeichnungChartplatzierungen (Jahr, Titel, Musiklabel, Platzierungen, Wochen, Auszeichnungen, Anmerkungen) | Höchstplatzierung, Gesamtwochen, AuszeichnungChartplatzierungen (Jahr, Titel, Musiklabel, Platzierungen, Wochen, Auszeichnungen, Anmerkungen) | Anmerkungen                              |
| Jahr | Titel Musiklabel                                      | DE | AT | CH | UK | US | Anmerkungen                              |
| ---- | ----------------------------------------------------- | --- | --- | --- | --- | --- | ---------------------------------------- |
| 2007 | Life in Cartoon Motion Casablanca Records (UMG)       | DE6 Platin · (62 Wo.)DE | AT6 Platin · (48 Wo.)AT | CH1 ×2Doppelplatin · (85 Wo.)CH | UK1 ×6Sechsfachplatin · (95 Wo.)UK | US29 (26 Wo.)US | Erstveröffentlichung: 5. Februar 2007    |
| 2009 | The Boy Who Knew Too Much Casablanca Records (UMG)    | DE6 (6 Wo.)DE | AT9 (7 Wo.)AT | CH2 Gold · (25 Wo.)CH | UK4 Platin · (19 Wo.)UK | US19 (5 Wo.)US | Erstveröffentlichung: 18. September 2009 |
| 2012 | The Origin of Love Casablanca Records (UMG)           | DE43 (1 Wo.)DE | AT31 (1 Wo.)AT | CH15 (9 Wo.)CH | UK24 (2 Wo.)UK | US47 (1 Wo.)US | Erstveröffentlichung: 16. September 2012 |
| 2015 | No Place in Heaven Republic Records (UMG)             | DE70 (1 Wo.)DE | AT74 (1 Wo.)AT | CH4 (16 Wo.)CH | UK19 Silber · (3 Wo.)UK | US117 (1 Wo.)US | Erstveröffentlichung: 12. Juni 2015      |
| 2019 | My Name Is Michael Holbrook Republic Records (UMG)    | — | — | CH10 (9 Wo.)CH | UK57 (1 Wo.)UK | US184 (1 Wo.)US | Erstveröffentlichung: 4. Oktober 2019    |
| 2023 | Que ta tête fleurisse toujours Republic Records (UMG) | — | — | CH8 (5 Wo.)CH | — | — | Erstveröffentlichung: 1. Dezember 2023   |